# Kloster Blieskastel

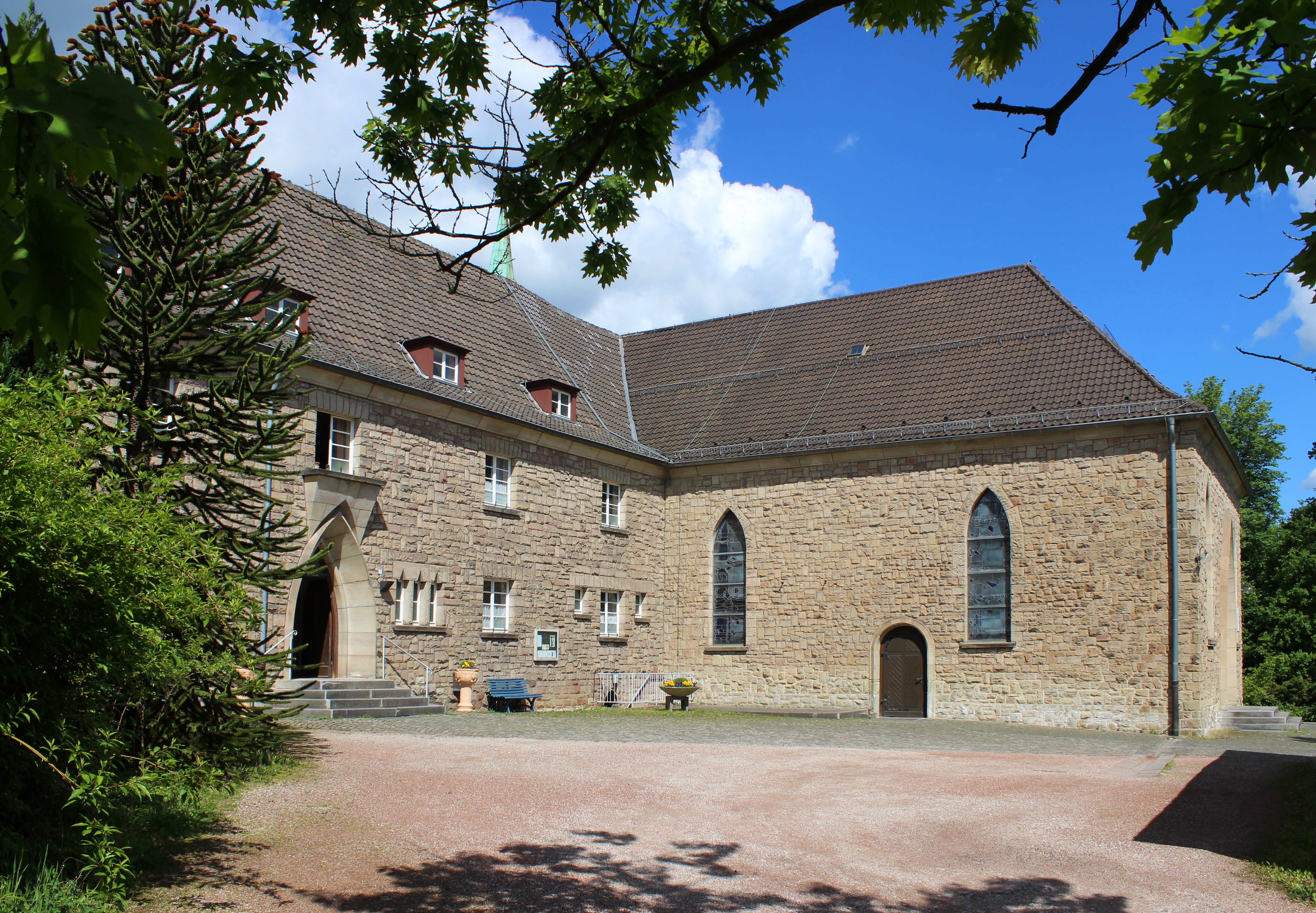
Wallfahrtskloster Blieskastel

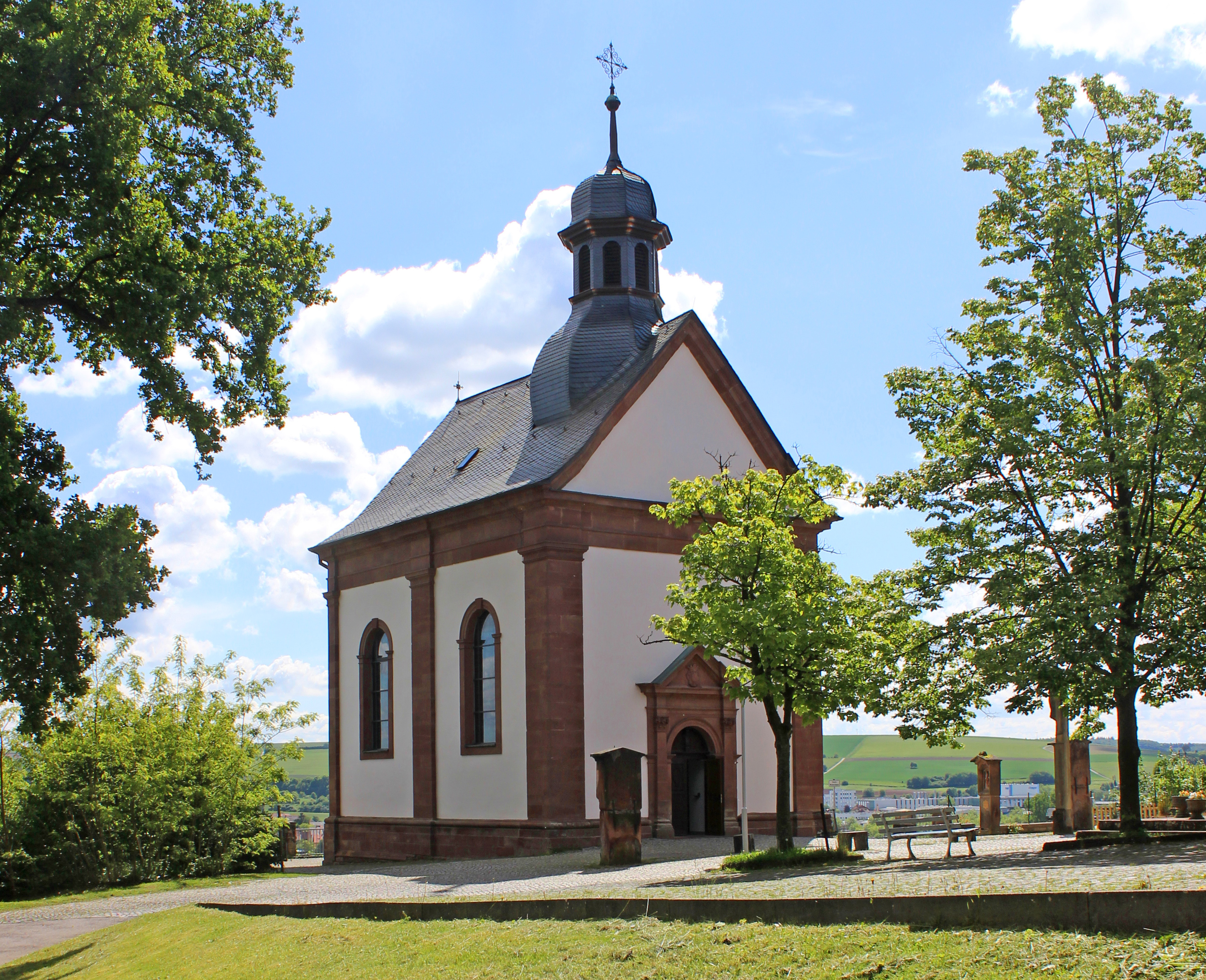
Heilig-Kreuz-Kapelle

Das Kloster Blieskastel ist ein Kloster der Franziskaner-Minoriten in Blieskastel im Saarland. Das Kloster ist eine bedeutende Wallfahrtsstätte im Bistum Speyer. In der Denkmalliste des Saarlandes ist das Kloster als Einzeldenkmal im Ensemble Klosteranlage „Auf dem Han“ aufgeführt.

## Geschichte
Teil der heutigen Klosteranlage ist die 1682/83 errichtete Heilig-Kreuz-Kapelle. In ihr befindet sich die aus dem 14. Jahrhundert stammende Pietà „Unsere Liebe Frau mit den Pfeilen“. Sie ist der Anlass für die Wallfahrten zum Kloster Blieskastel.
Die Pietà in der Heilig-Kreuz-Kapelle zog nach ihrer Wiederentdeckung zu Beginn des 20. Jahrhunderts immer mehr Marienverehrer an, mit der Folge, dass die Geistlichkeit der Blieskasteler Pfarrei die Wallfahrtsseelsorge der Pilger bald nicht mehr bewältigen konnte.
Deshalb rief der Speyerer Bischof Ludwig Sebastian am 25. Mai 1924 Kapuziner aus der bayerischen Ordensprovinz zur seelsorgerischen Betreuung der Wallfahrt nach Blieskastel. Noch im gleichen Jahr wurde nach den Plänen des Architekten Hans Herkommer aus Stuttgart mit dem Bau des Klostergebäudes begonnen. Der erste Spatenstich wurde am 22. September 1924 gesetzt, am 5. Oktober 1924 folgte die feierliche Grundsteinlegung. Am 5. Juli 1925 wurde das Kloster durch den Provinzial Emmeram Glasschröder eingeweiht, und am 10. August 1925 bezog der neue Hausobere Pater Justin Bettinger (1887–1947), ein Neffe des 1917 verstorbenen Münchener Erzbischofs Franziskus Kardinal von Bettinger, mit sieben weiteren Kapuzinern das Klostergebäude bei der Kreuzkapelle. Bettinger stand dem Kloster von 1925 bis 1928, nochmals 1935 und zuletzt ab 1938 bis zu seinem Tode vor.
1975 feierte der Orden das 50-jährige Bestehen des Klosters.
Am 10. Juli 2005 übernahmen die Franziskaner-Minoriten der Provinz Krakau von den bayrischen Kapuzinern Kloster und Wallfahrt.
Von 2014 bis 2020 wurde der Klosterhof neu gestaltet. Fast 240.000 Euro kamen aus Mittel der EU und des Saarlandes.

## Klosterkirche

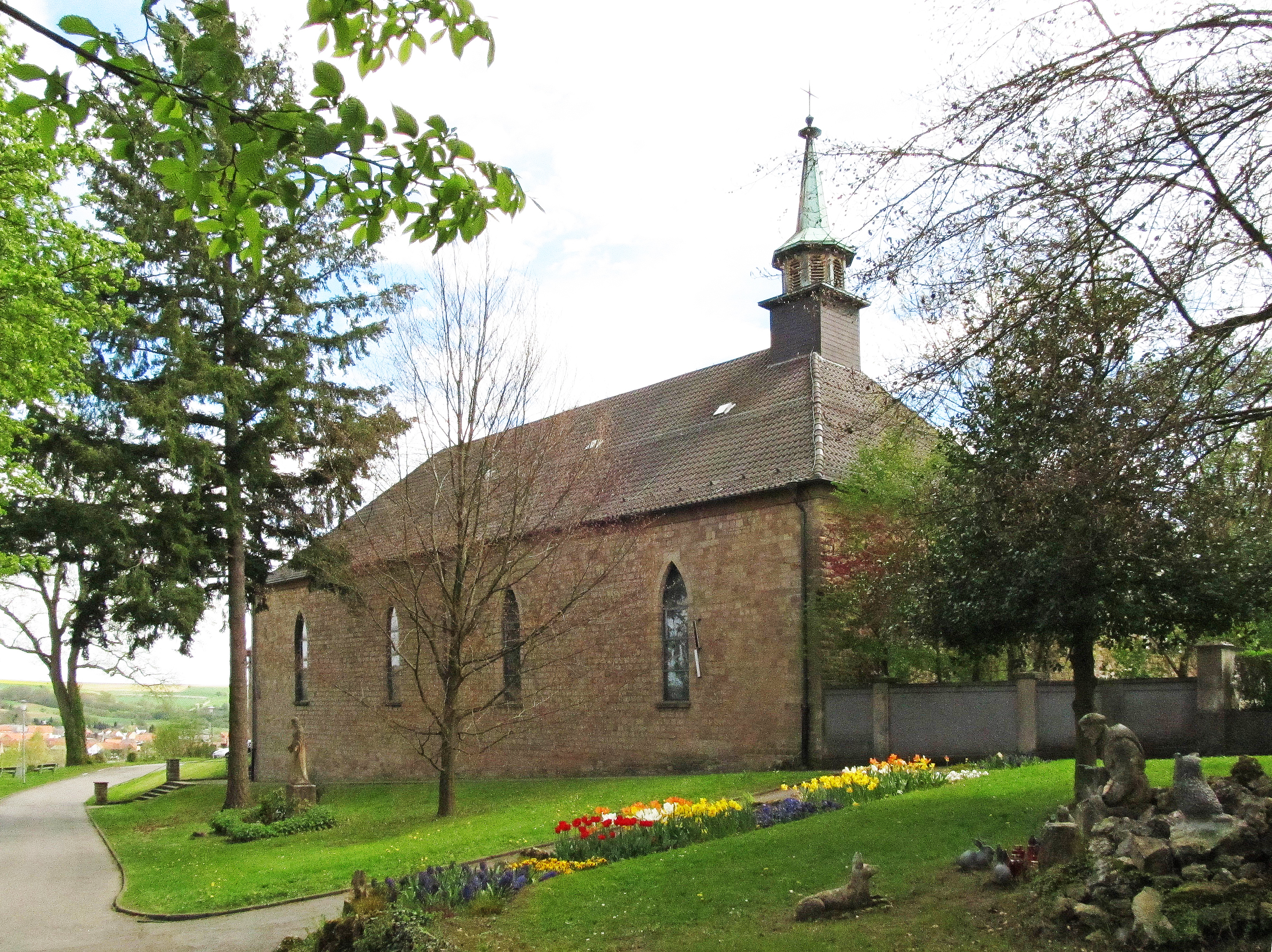
Klosterkirche

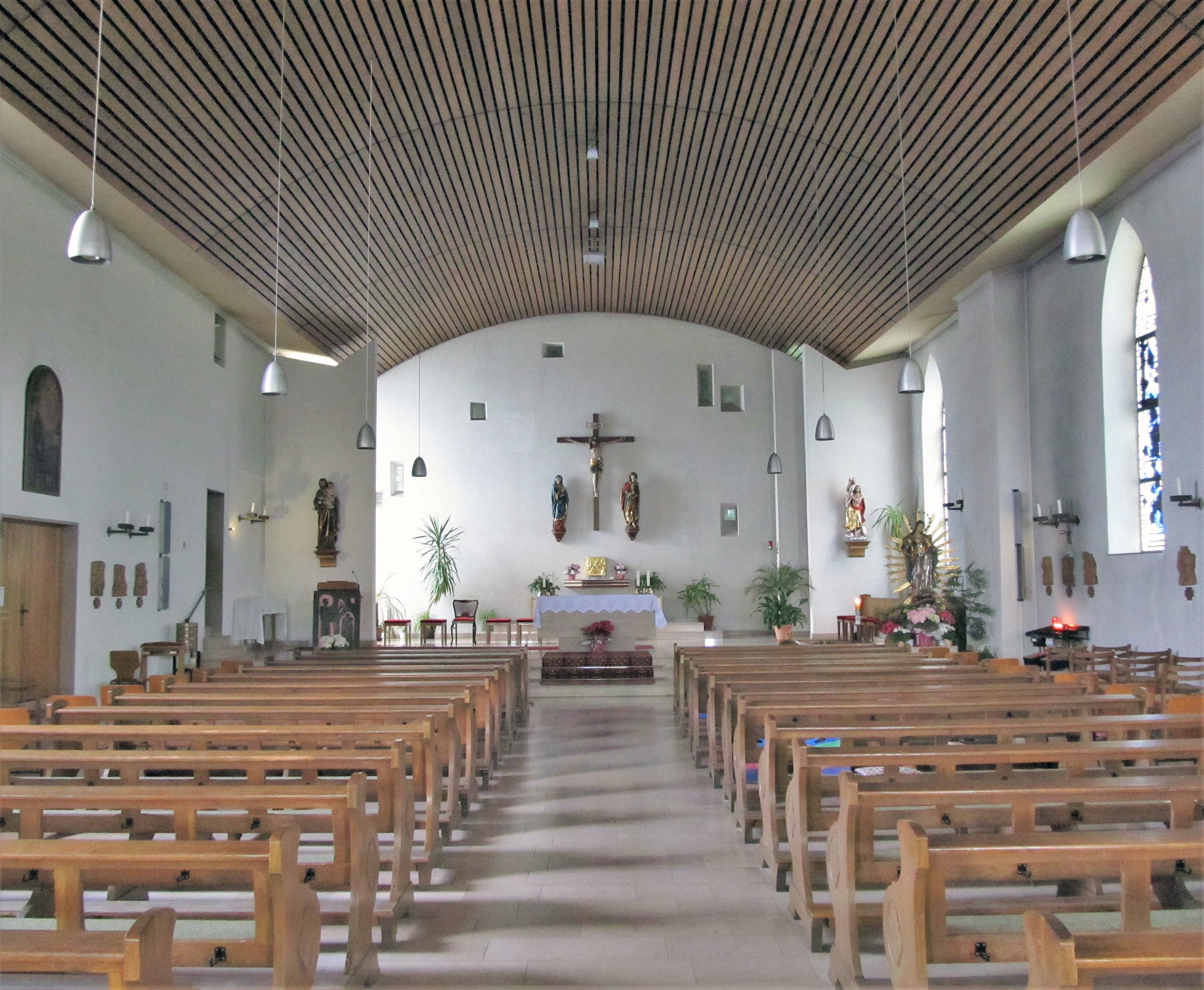
Blick ins Innere der Klosterkirche

Da die Zahl der Pilger immer weiter zunahm, reichte der Platz in der Kreuzkapelle nicht mehr aus. Um den zahlreichen Pilgern die Teilnahme am Gottesdienst zu ermöglichen, wurde im Klostergebäude eine Hauskapelle eingerichtet und im Oktober 1925 von Bischof Sebastian eingeweiht. Doch auch der Platz dieser Kapelle reichte nicht aus, sodass der Bau einer großen Pilgerhalle beschlossen wurde. Entgegen der ursprünglichen Bestimmung wurde aus der Pilgerhalle ein Gotteshaus, das am Ostersonntag 1929 durch Bischof Sebastian zu Ehren der „Schmerzhaften Mutter“ konsekriert wurde.
1946 erfolgte eine Restaurierung der Kirche nach Plänen des Architekten Weis (Saarbrücken). Eine weitere Restaurierung erfolgte in den Jahren 1970–72, bei der die Altarwand neu gestaltet wurde.
Im Rahmen der Renovierungs- und Umgestaltungsmaßnahmen erhielt die Klosterkirche einen neuen Altar, der am 1. Mai 1970 vom Speyerer Bischof Friedrich Wetter in Begleitung von Dekan Josef Neufeld, dem damaligen Pfarrer in Blieskastel und Pater Zeno Ganser, Guardian des Kapuzinerklosters konsekriert wurde.
Die Orgel der Kirche wurde 1972 von der Firma Hugo Mayer Orgelbau (Heusweiler) erbaut. Das Schleifladen-Instrument verfügt über 18 Register verteilt auf zwei Manuale und Pedal. Die Spiel- und Registertraktur ist elektrisch. Die Orgel ist auf einer Empore aufgestellt und besitzt einen freistehenden Spieltisch. Die Disposition lautet wie folgt:
| I Hauptwerk C–g3 |           |       |
| 1.               | Prinzipal | 8′    |
| 2.               | Gemshorn  | 8′    |
| 3.               | Octave    | 4′    |
| 4.               | Quinte    | 2 ⁄3′ |
| 5.               | Waldflöte | 2′    |
| 6.               | Mixtur    | 1 ⁄3′ |
| 7.               | Trompete  | 8′    |

| II Positiv C–g3 |           |        |
| 8.              | Gedackt   | 8′     |
| 9.              | Flöte     | 4′     |
| 10.             | Prinzipal | 2′     |
| 11.             | Terzflöte | 1 3⁄5′ |
| 12.             | Cymbel    | 2⁄3′   |
| 13.             | Krummhorn | 8′     |
|                 | Tremulant |        |

| Pedal C–f1 |               |       |
| 14.        | Subbaß        | 16′   |
| 15.        | Holzprinzipal | 8′    |
| 16.        | Choralflöte   | 4′    |
| 17.        | Hintersatz    | 2 ⁄3′ |
| 18.        | Fagott        | 16′   |

- Koppeln: II/I, I/P, II/P
- Spielhilfen: zwei freie Kombinationen, Tutti, Zungeneinzelabsteller

## Heilige Pforte

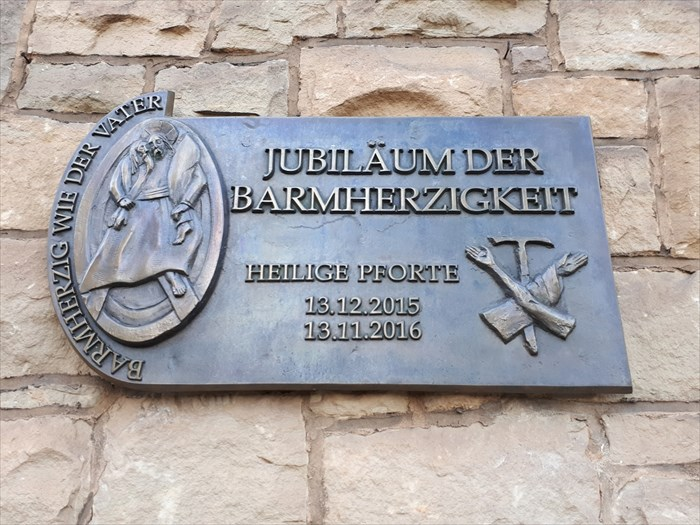
Bronzeschild „Heilige Pforte“

Anlässlich des Heiligen Jahr der Barmherzigkeit erlaubte Papst Franziskus in der Bulle Misericordiae vultus den Bischöfen, an den Bischofskirchen, den Konkathedralen, an Kirchen mit herausragender Bedeutung und an Wallfahrtsheiligtümern für die Dauer des Heiligen Jahres eine Heilige Pforte zu öffnen. Die Kirche des Wallfahrtsklosters Blieskastel wurde, neben dem Dom zu Speyer, der Wallfahrtskirche Mariä Himmelfahrt in Ludwigshafen-Oggersheim und dem Geistlichen Zentrum Maria Rosenberg in Waldfischbach-Burgalben, als eine von nur 4 Kirchen im Bistum Speyer ausgewählt. Die feierliche Öffnung der Heiligen Pforte (das Eingangsportal der Klosterkirche) fand am 20. Dezember 2015, im Rahmen eines Gottesdienstes, durch den Domkapitular Dr. Christoph Kohl statt. Neben dem Eingangsportal ist ein aus Bronze gefertigtes Schild zur Erinnerung an die Heilige Pforte und das Jahr der Barmherzigkeit angebracht. Bei den auf dem Schild dargestellten Symbolen und Bildern handelt es sich auf der linken Seite um das Logo des Heiligen Jahres mit dem Motto Barmherzig wie der Vater, sowie, rechts unten, um das Emblem der Franziskaner-Minoriten.

## Klosterfriedhof

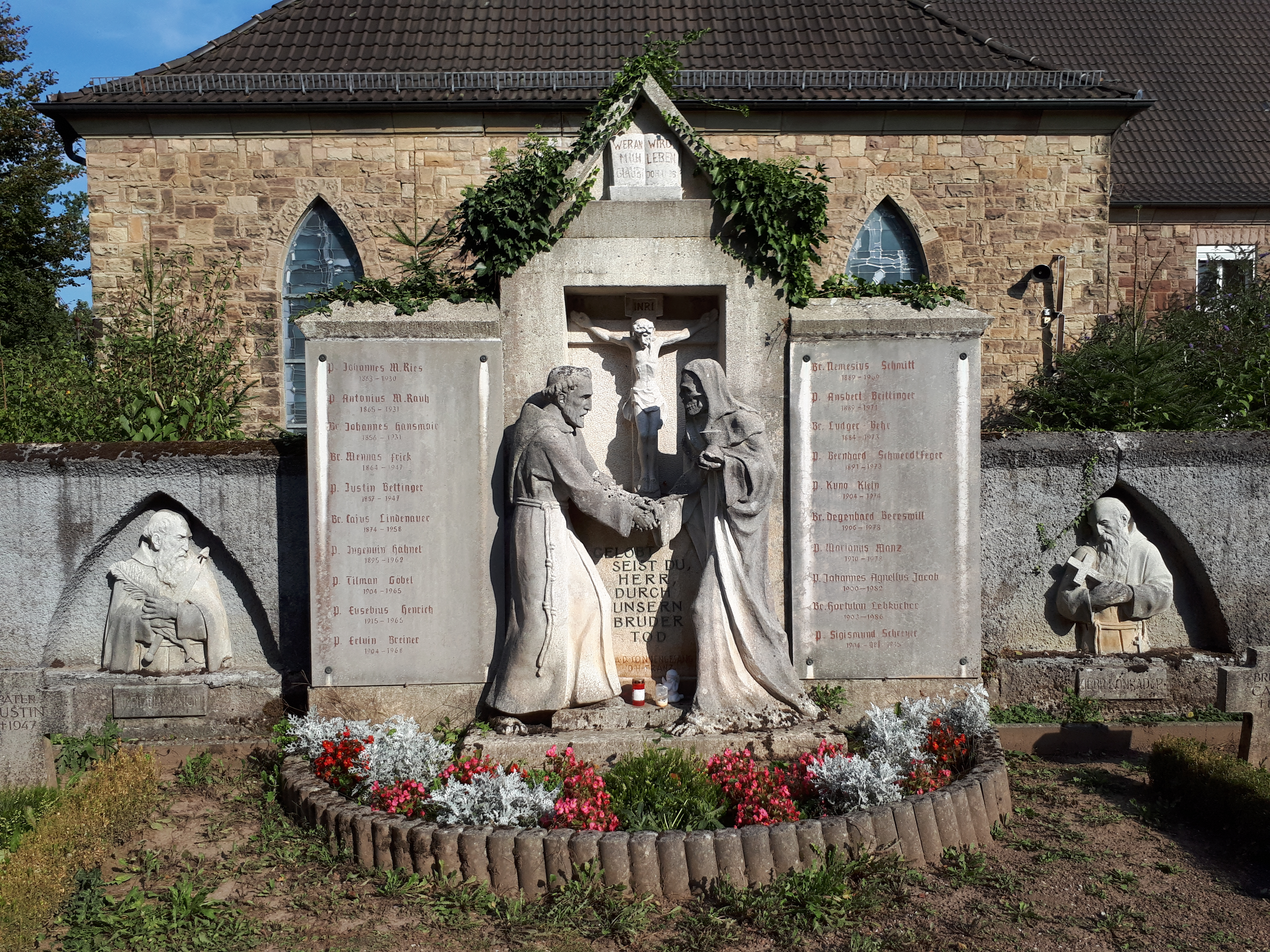
Teil der Stirnwand des Friedhofes

Auf der Rückseite des Klosters, am Weg zwischen Park und Kloster, liegt der, mit einer Hecke vom Weg abgetrennte, Klosterfriedhof. Hier wurden zwischen 1930 und 2005 Brüder und Patres des Klosters beigesetzt. Seit der Aufgabe des Klosters durch die Kapuziner und der Übernahme durch die Franziskaner-Minoriten im Jahre 2005 erfolgten keine Beisetzungen mehr. Insgesamt sind auf dem Friedhof 30 Ordensleute beigesetzt. Die Steinkreuze sind schlicht gehalten und tragen neben dem jeweiligen Namen des Verstorbenen nur das Todesjahr. In die Mauer auf der Stirnseite sind mehrere Nischen mit Reliefbildern von Patres und zwei Nonnen eingelassen. In der Mitte dieser Mauer befindet sich zwischen zwei über die Mauer hinausragenden Steinplatten mit Namen von Verstorbenen eine große, ebenfalls die Mauer überragende, Nische mit Giebel. Am Giebel ist die Inschrift Wer an mich glaubt wird leben angebracht. In der Nische befindet sich ein Kreuz und die Inschrift Gelobt seist Du, Herr, durch unseren Bruder Tod. Vor der Nische befinden sich die Figuren eines Paters und des Todes. Der Pater reicht in dieser Darstellung dem Tod seine Hände. Die dargestellte Szene steht im Bezug zum Sonnengesang. Dieses Gedicht wurde vom Heiligen Franz von Assisi vermutlich Ende 1224 oder Anfang 1225, ein Jahr vor seinem Tod am 3. Oktober 1226, verfasst.

## Parkanlage
Gleichzeitig mit dem Kloster entstanden unmittelbar angrenzend Grünanlagen, in denen sich figürliche Gruppendarstellungen des einheimischen Bildhauers Karl Riemann (1889–1945) befinden.
Bei den figürlichen Darstellungen handelt es sich um die Brudermannsklause mit Einsiedler, Bildeiche und Pfeilschützen, um einen Brunnen mit Heiligenfigur von Konrad von Parzham mit einem Bergmann und einer Bäuerin zu dessen Füßen, um ein Votivkreuz in Form eines Ecce homo-Monumentes, um Darstellungen von „Franziskus empfängt die Wundmale“ und „Franziskus predigt den Tieren“, sowie um eine Herz-Jesu-Figur.

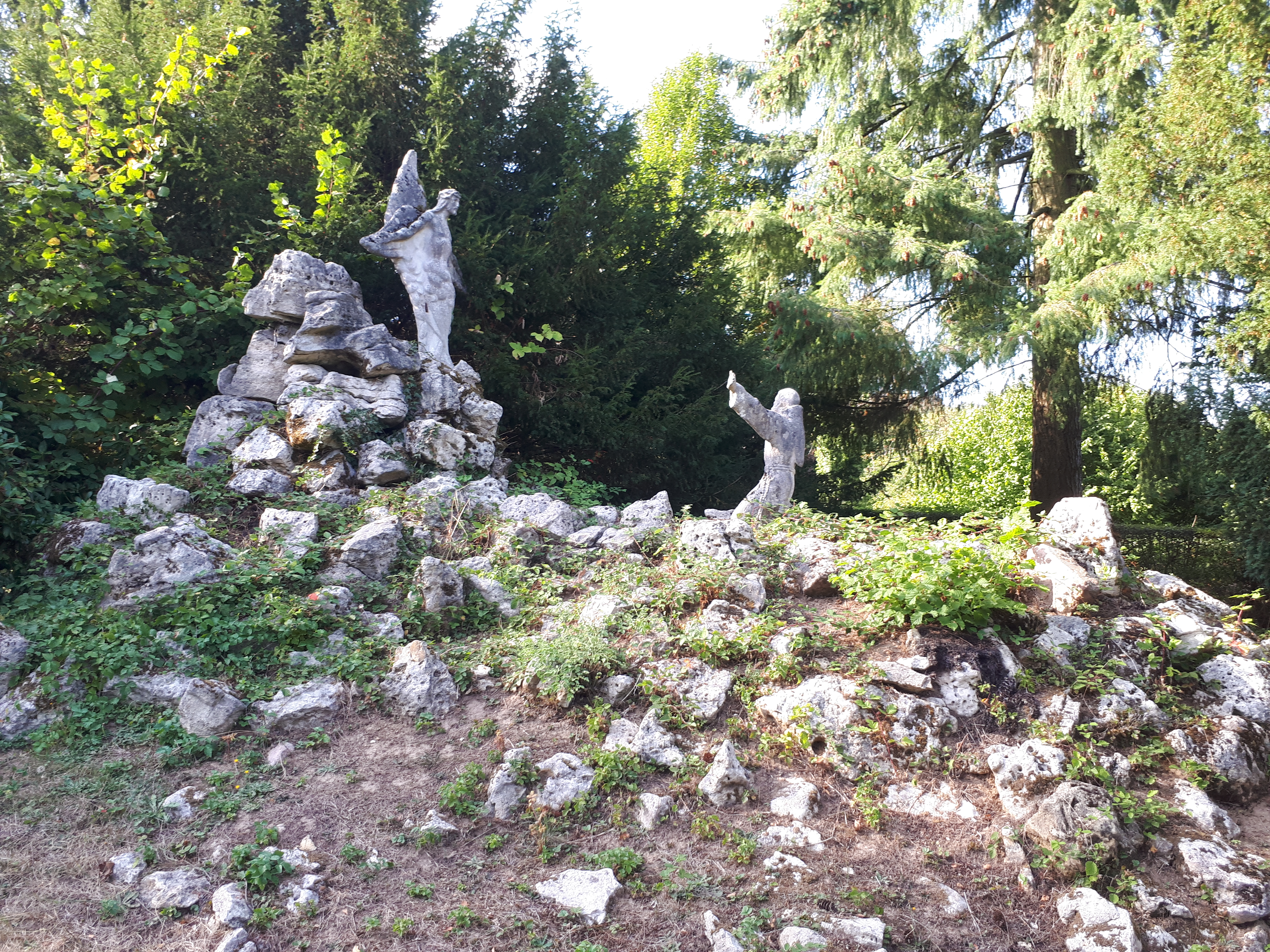
Franz von Assisi empfängt die Stigmata
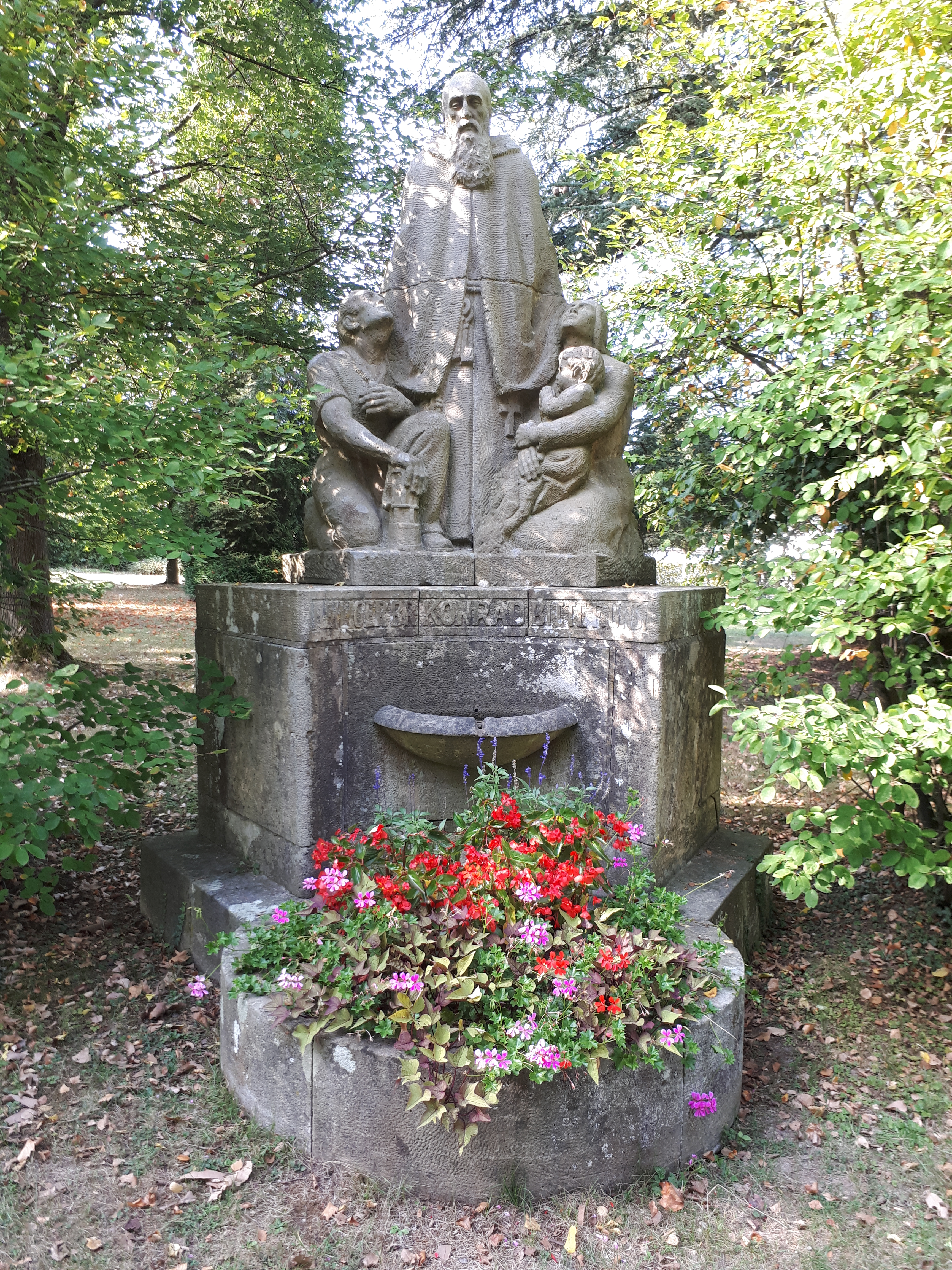
Bruder Konrad Brunnen
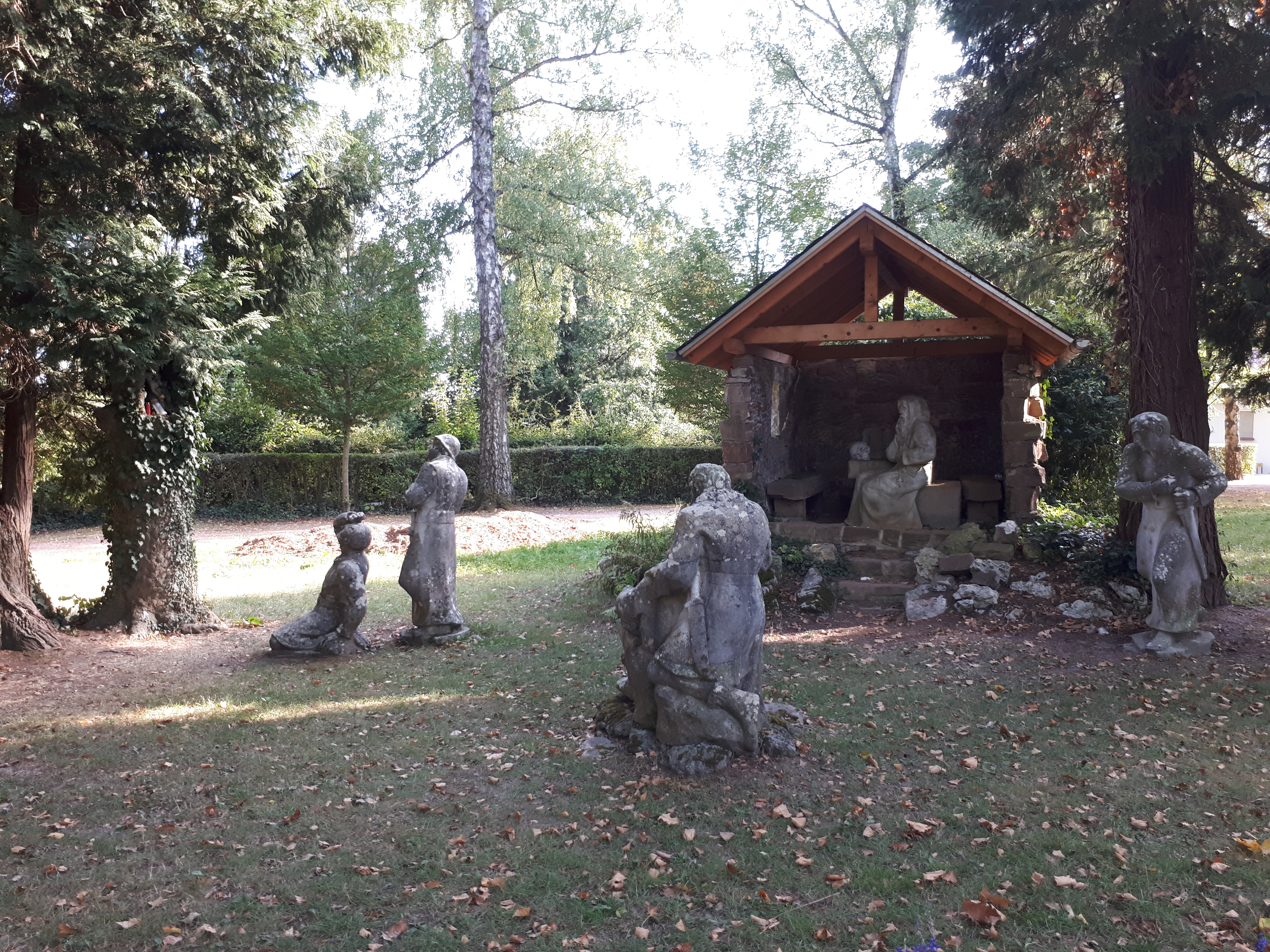
Brudermannsklause
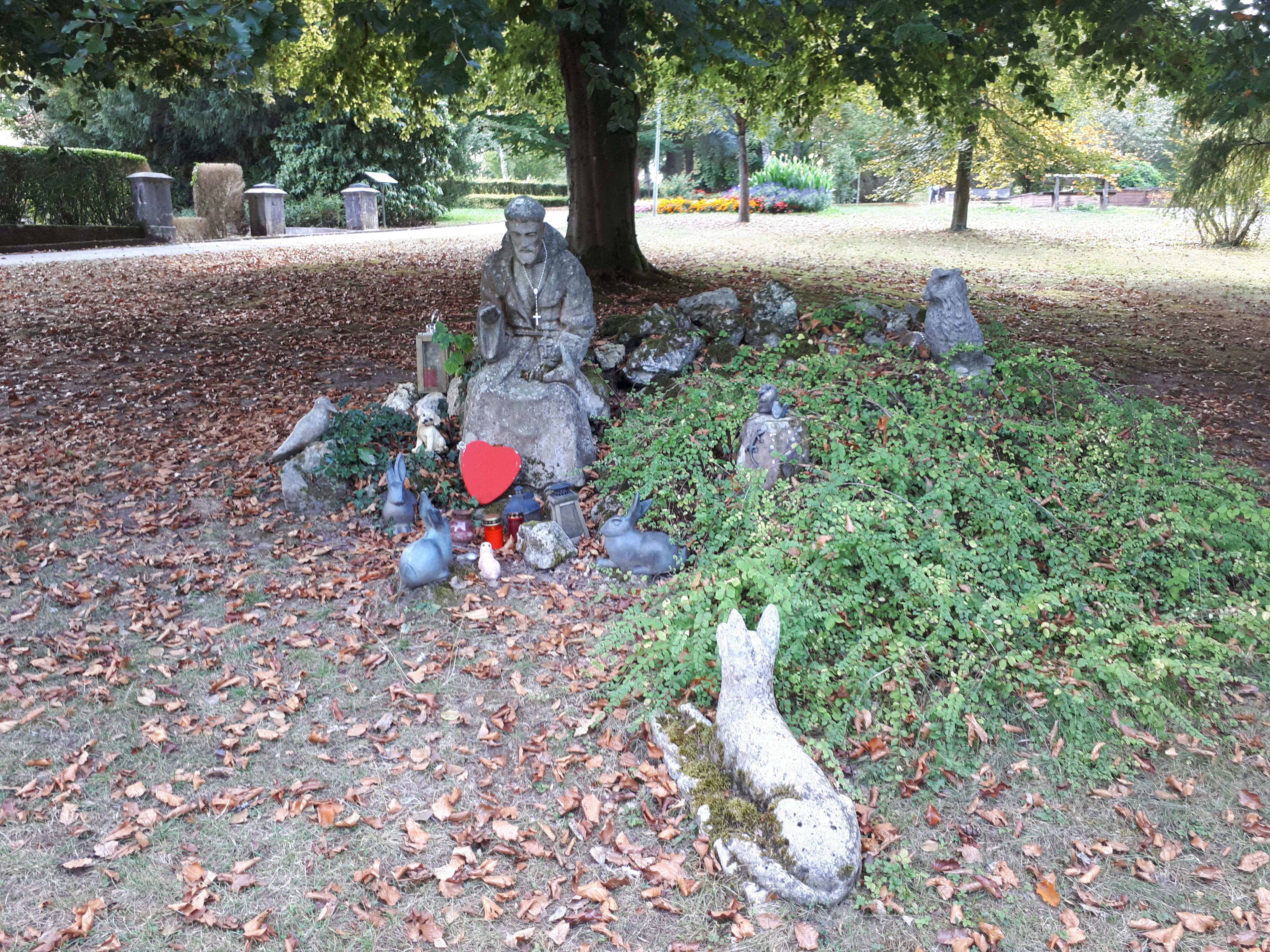
Franziskus predigt den Tieren
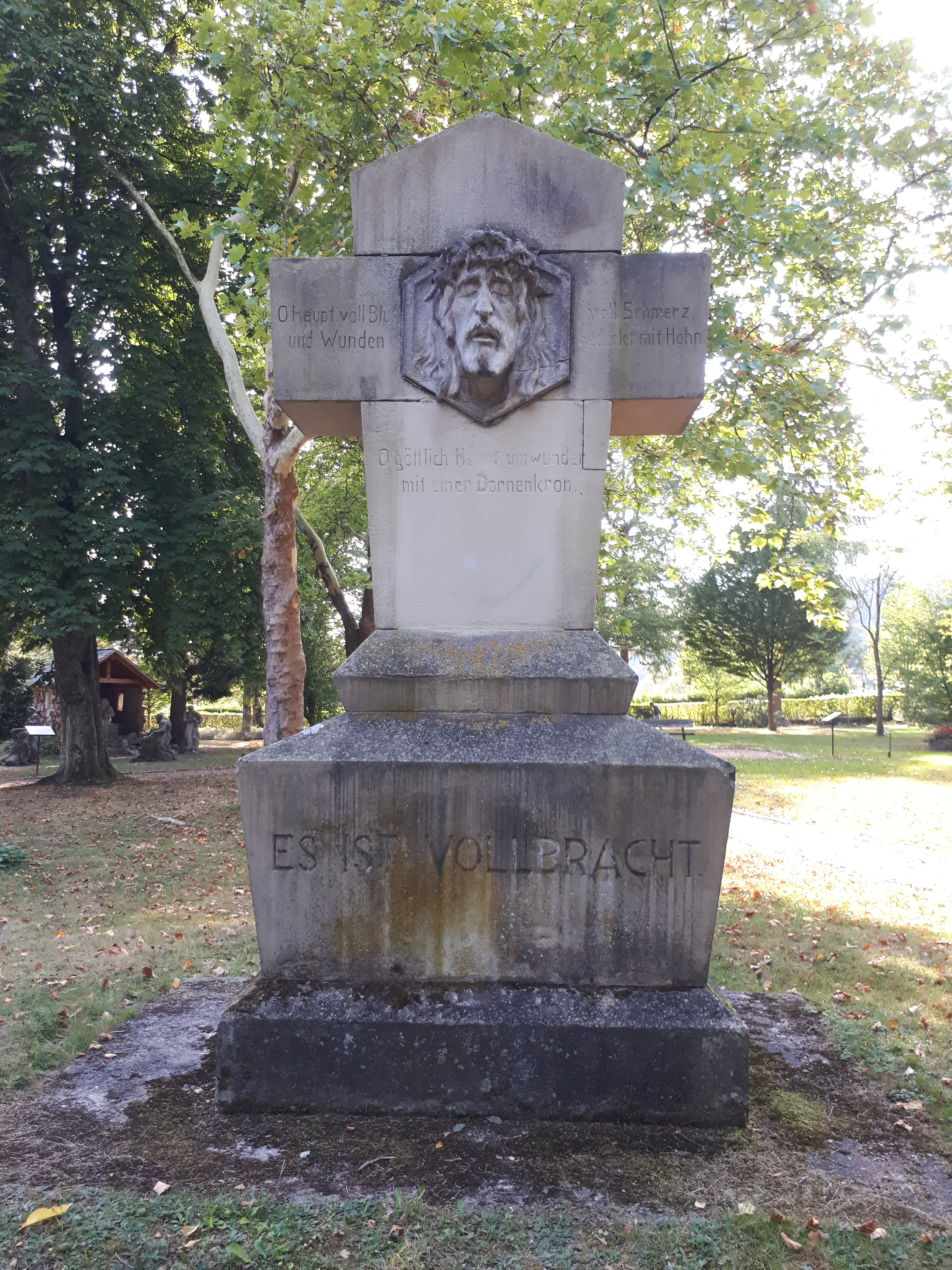
Ecce homo Monument
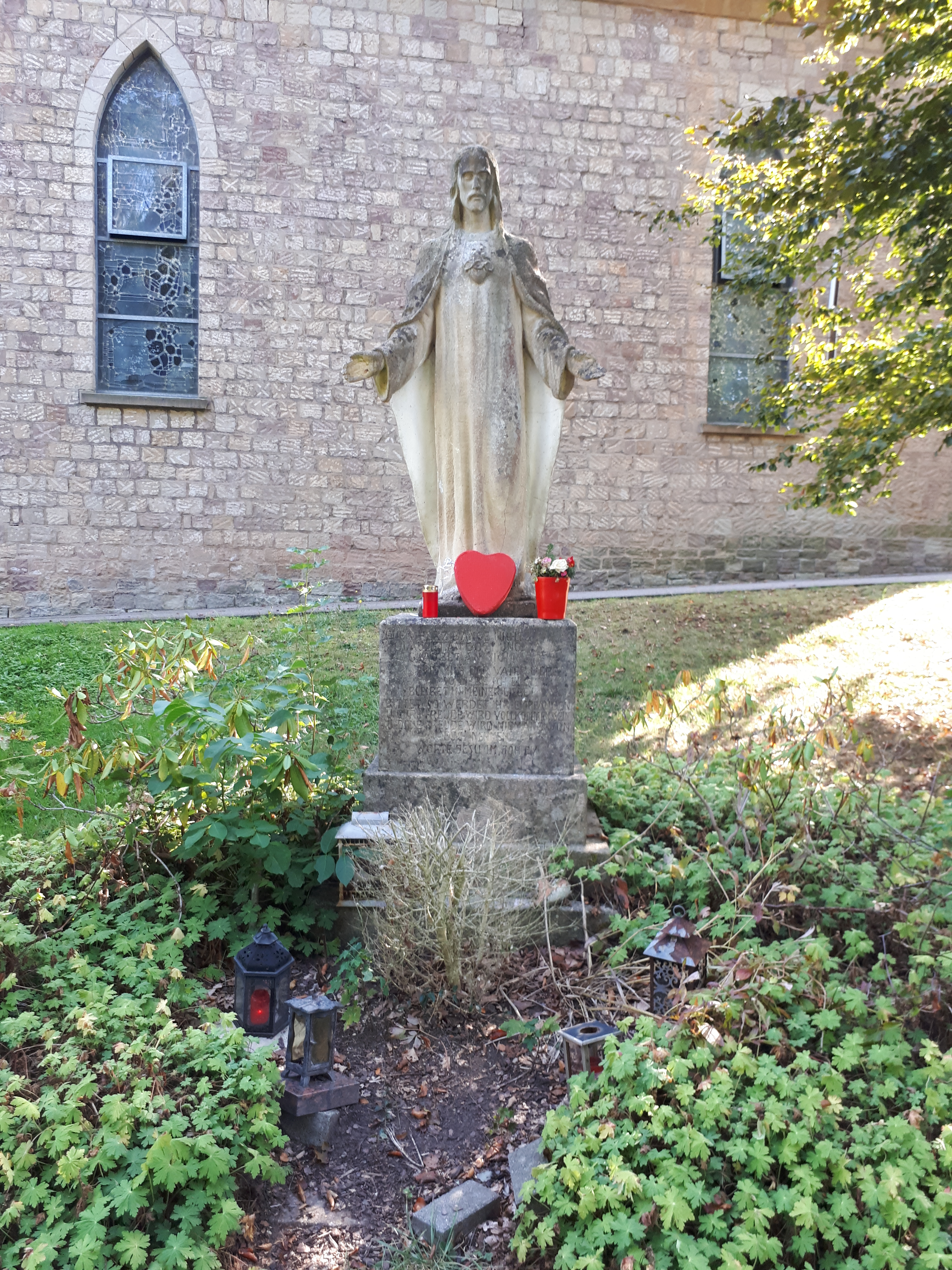
Herz-Jesu-Figur

## Pilgerrast
Im Kloster befindet sich die verpachtete Gaststätte und Herberge Pilgerrast. Neben herzhaften Speisen, Kuchen und Getränken bietet sie Übernachtungsmöglichkeiten in den ehemaligen Zellen der Mönche. Gaststätte und Herberge wurden zwischen 2010 und 2012 renoviert. Es stehen ein Familienzimmer und 5 Doppelzimmer mit Etagenbetten zur Verfügung. Die Kosten der Renovierung stammten aus Mitteln der Kreuzkapellen-Stiftung, der EU, des Saarpfalz-Kreises, der Stadt Blieskastel, der Diözese Speyer und des Landes Saarland.

## Regelmäßige Veranstaltungen
- Jedes Jahr im Juni oder Juli findet in der Klosteranlage das Klosterfest statt.[20]
- Jedes Jahr am 3. Oktober findet, im Rahmen einer Andacht an der Statue des Heiligen Franz von Assisi, eine Haustiersegnung statt.
- Jedes Jahr findet am 2. Weihnachtsfeiertag um 15:00 Uhr die Lebendige Krippe mit Krippenspiel, lebenden Tieren und Kindersegnung statt.